# تومويا إندو
تومويا إندو (باليابانية: 遠藤 智也) (مواليد 30 أبريل 1974)، هو لاعب كرة قدم سابق كان يلعب كلاعب وسط.